# Esquí alpino en los Juegos Paralímpicos
El esquí alpino adaptado fue incluido en los Juegos Paralímpicos de Invierno desde la primera edición que se celebró en Örnsköldsvik (Suecia) en 1976.

## Ediciones
| N.º  | Año  | Sede           | País           |
| ---- | ---- | -------------- | -------------- |
| I    | 1976 | Örnsköldsvik   | Suecia         |
| II   | 1980 | Geilo          | Noruega        |
| III  | 1984 | Innsbruck      | Austria        |
| IV   | 1988 | Innsbruck      | Austria        |
| V    | 1992 | Albertville    | Francia        |
| VI   | 1994 | Lillehammer    | Noruega        |
| VII  | 1998 | Nagano         | Japón          |
| VIII | 2002 | Salt Lake City | Estados Unidos |
| IX   | 2006 | Turín          | Italia         |
| X    | 2010 | Vancouver      | Canadá         |
| XI   | 2014 | Sochi          | Rusia          |
| XII  | 2018 | Pyeongchang    | Corea del Sur  |
| XIII | 2022 | Pekín          | China          |

## Medallero histórico
- Actualizado hasta Pekín 2022.[2]

| Núm. | País                                 | Oro | Plata | Bronce | Total |
| ---- | ------------------------------------ | --- | ----- | ------ | ----- |
| 1    | Austria (AUT)                        | 94  | 93    | 93     | 280   |
| 2    | Estados Unidos (USA)                 | 91  | 97    | 70     | 258   |
| 3    | Alemania (GER)                       | 58  | 41    | 38     | 137   |
| 4    | Suiza (SUI)                          | 45  | 39    | 25     | 109   |
| 5    | Francia (FRA)                        | 42  | 42    | 36     | 120   |
| 6    | Canadá (CAN)                         | 27  | 39    | 49     | 115   |
| 7    | Alemania Occidental (FRG)            | 25  | 20    | 22     | 67    |
| 8    | Eslovaquia (SVK)                     | 18  | 18    | 21     | 57    |
| 9    | Nueva Zelanda (NZL)                  | 17  | 7     | 11     | 35    |
| 10   | España (ESP)                         | 15  | 14    | 10     | 39    |
| 11   | Italia (ITA)                         | 12  | 20    | 22     | 54    |
| 12   | Suecia (SWE)                         | 12  | 12    | 10     | 34    |
| 13   | Japón (JPN)                          | 11  | 15    | 21     | 47    |
| 14   | Australia (AUS)                      | 11  | 6     | 15     | 32    |
| 15   | Noruega (NOR)                        | 11  | 5     | 3      | 19    |
| 16   | Rusia (RUS)                          | 8   | 6     | 7      | 21    |
| 17   | República Checa (CZE)                | 5   | 5     | 5      | 15    |
| 18   | Reino Unido (GBR)                    | 3   | 9     | 15     | 27    |
| 19   | República Popular China (CHN)        | 3   | 9     | 7      | 19    |
| 20   | Checoslovaquia (TCH)                 | 3   | 4     | 1      | 8     |
| 21   | Países Bajos (NED)                   | 2   | 3     | 1      | 6     |
| 22   | Atletas Paralímpicos Neutrales (NPA) | 1   | 1     | 2      | 4     |
| 23   | Finlandia (FIN)                      | 1   | 1     | 0      | 2     |
| 24   | Croacia (CRO)                        | 1   | 0     | 0      | 1     |
| 25   | Corea del Sur (KOR)                  | 0   | 1     | 0      | 1     |
| 25   | Dinamarca (DEN)                      | 0   | 1     | 0      | 1     |
| 27   | Polonia (POL)                        | 0   | 0     | 8      | 8     |
| 28   | Bélgica (BEL)                        | 0   | 0     | 2      | 2     |
| 29   | Liechtenstein (LIE)                  | 0   | 0     | 1      | 1     |
| 29   | Yugoslavia (YUG)                     | 0   | 0     | 1      | 1     |
|      | TOTAL                                | 516 | 508   | 496    | 1520  |